# Washington Concert Opera
La Washington Concert Opera è una compagnia d'opera professionale situata a Washington, D.C. negli Stati Uniti, che presenta opere in formato concerto con orchestra e coro. Il repertorio distintivo di WCO si compone di opere che o non sono state presentate di recente nella zona di Washington, o sono raramente eseguite ovunque, o che rappresentano l'opportunità di mettere in mostra artisti.
Normalmente WCO presenta due opere per ogni stagione, una ciascuna in autunno e in primavera, nel Lisner Auditorium che si trova nel campus della George Washington University. Durante i primi anni 2000, la compagnia presentava le opere nella Concert Hall del Kennedy Center, ma con risultati economici piuttosto disastrosi:
Siamo stati pericolosamente vicini a perdere la Washington Concert Opera due estati fa. La compagnia, che ha presentato concerti di opere rare e insolite qui dal 1986, aveva fatto una mossa ambiziosa, ma proibitiva al Kennedy Center Concert Hall e improvvisamente ha capito che stava andando in rovina, con un deficit annuale che era salito a 200000 $.
A partire dalla stagione 2005, WCO tornò all'Auditorium Lisner.

## L'organizzazione
Gli artisti sono spesso cantanti di fama internazionale, musicisti professionisti e membri del coro che hanno raramente ascoltato opere liriche complete. La Washington Concert Opera ha presentato quasi 50 opere in formato concerto dal 1986 che hanno presentato cantanti di fama mondiale che appaiono regolarmente sui palcoscenici dei maggiori teatri d'opera.

### Sotto Stephen Crout, 1986-2002
La compagnia fu fondata nel 1986 da Stephen Crout insieme a Peter Russell. Crout fu Direttore Generale e direttore d'orchestra per 15 anni, presentando versioni da concerto di opere importanti raramente viste o relativamente rare. Ha inoltre diretto nella zona di Washington, in particolare alla Wolf Trap Park la stagione dei festival estivi. Inoltre Stephen Crout fu un destinatario del "OMTI Bravo International Award" dall'organizzazione Opera Music Theater International per la zona di Washington DC.
In riferimento alla direzione di Crout del Guglielmo Tell di Rossini, nell'agosto 1998 l'Opera News scriveva:
Il direttore generale Stephen Crout ha diretto, con una caratteristica ampia visione di questo lungo spartito ed ha disegnato un suono entusiasmante dalle sue forze orchestrali, il cui suono scintillava, con allusioni spiritose di frase e di ritmo. Ha sostenuto la tensione del dramma con una lettura giudiziosamente misurata, catturando nel suonare il mutare del paesaggio.
Nel 2012, con il 25º anniversario della WCO sia Crout che Russell (ex consulente artistico WCO, oltre ad essere l'ex direttore della Wolf Trap Opera Company e attualmente direttore artistico del Vocal Arts DC) sono stati premiati per i loro meriti.

### Sotto Antony Walker, a partire dal 2002
Nel 2002 Antony Walker divenne direttore artistico e direttore d'orchestra. Egli è anche direttore musicale della Pittsburgh Opera e co-direttore artistico della Pinchgut Opera, una compagnia d'opera da camera a Sydney, Australia.
Nell'enumerare punti di forza di Walker per quanto riguardava le esecuzioni de La sonnambula nel 2012, Anne Midgette, critico musicale de The Washington Post, osservò:
Uno dei motivi per cui tutto scintillava è che il conduttore Antony Walker .... in primo luogo si accosta alla musica con il tipo di scintilla e la verve che ha fatto innamorare di lui alcuni di noi. Ha tirato fuori una speciale precisione dall'orchestra WCO ... [e] ... ha anche aiutato attivamente i cantanti, o ha fatto di tutto, per esempio alla fine dello squisito duetto alla fine della prima scena tra [Eglise] Gutierrez e [Rene] Barbera, in cui si impegnano in una serie di arabeschi vocali a cappella semplicemente per dire buona notte.
In un'intervista con Gary Tischler, che crede che "il lavoro che [Walker] fa con la WCO è vicino al suo cuore", Antony Walker ha spiegato la sua personale "idea" su ciò che l'opera concerto significa per lui:
"... Noi abbiamo uno slogan", disse. "È tutto attorno alla musica". Non è un aut-aut. È un modo diverso di vedere, sperimentare e ascoltare l'opera, del resto ....... in un certo senso, è vedere un diverso tipo di opera. È molto più intimo. e, come direttore d'orchestra, si è molto esposti. Sei una parte del tutto in un modo che tutti possono vedere".
Nel 2007, con la presentazione dell'Otello di Rossini, la WCO fu una parte di "Shakespeare nel Festival di Washington", una serie lunga sei mesi offerta da molte organizzazioni locali, nazionali ed internazionali di Washington DC, tutte che rispecchiavano molteplici sfaccettature dell'opera di Shakespeare.

## Caratteristiche distintive di un concerto lirico

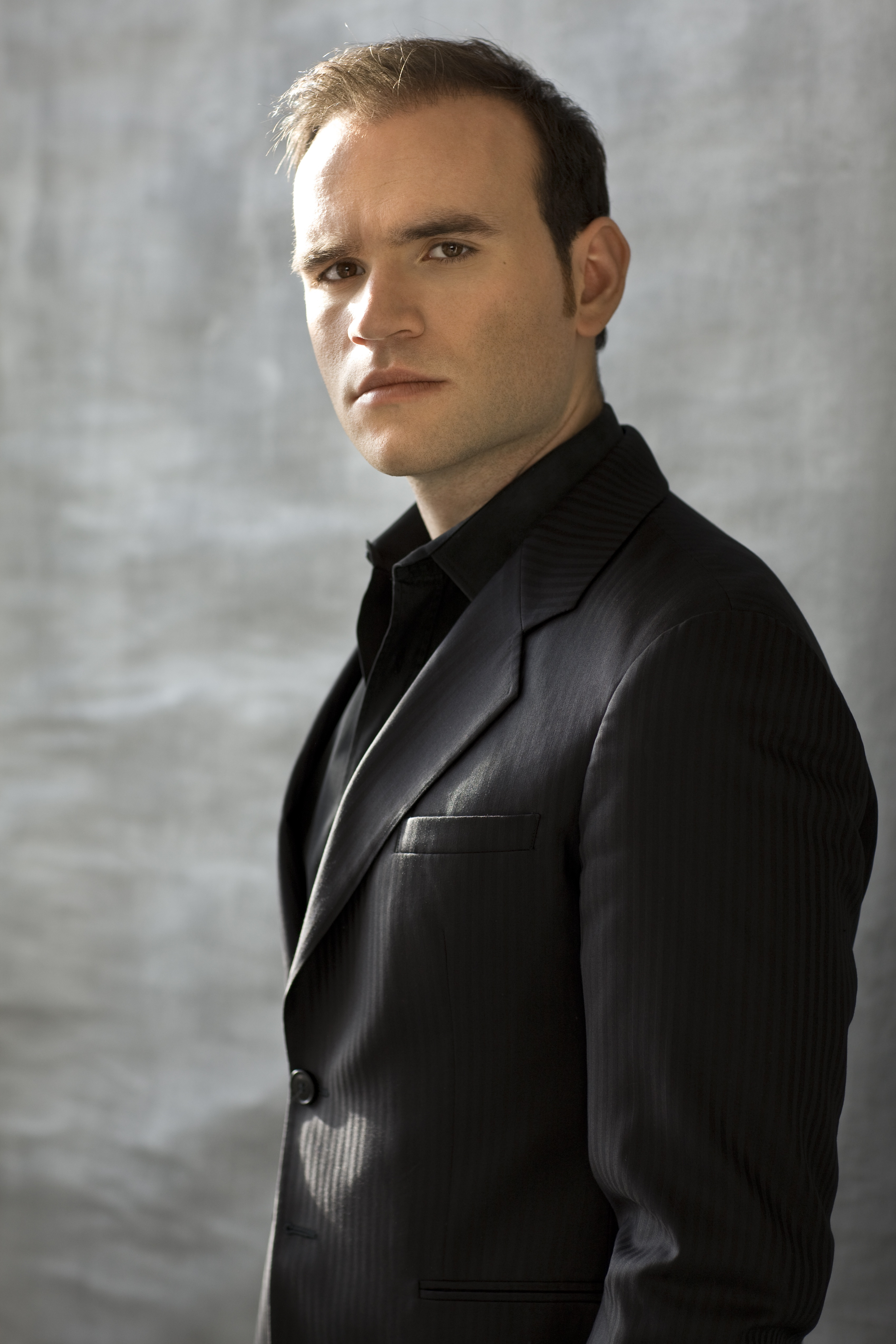
Michael Fabiano (courtesy of Dario Acosta)

Nella sua intervista a Susan Galbraith, il tenore Michael Fabiano, che apparve nella produzione di marzo 2014 de Il corsaro del primo Verdi, chiarisce il fascino di un'opera concerto e definisce quelli che per lui, come interprete, sono alcuni degli elementi distintivi della produzione di un'opera concerto che la distinguono da una produzione con una messa in scena completa e dalle produzioni in costume:
L'Opera concerto è un veicolo totalmente diverso da quello dell'opera standard, perché qui la musica parla da sola e per se stessa. Non ci sono distrazioni, e un pubblico può concentrarsi sul potere della voce umana .... in un'opera concerto il pubblico ha l'opportunità di sperimentare l'essenza dell'opera - di apprezzare il suono della voce umana e il tessuto dell'orchestra. È anche l'occasione per ascoltare un'opera estremamente rara ad una piccola parte del costo.
Nel descrivere le sfide speciali o le opportunità per il cantante in un'opera concerto, Fabiano continua a spiegare:
Tutto - la storia e i rapporti - deve essere comunicato attraverso la voce. Ma io amo proprio questo. Ho studiato Il Corsaro per mesi. Il processo delle prove è spezzettato, sì. Un'opera messa in scena potrebbe richiedere da due a sette settimane, ma qui non c'è una sola prova con tutti. Devi essere molto preparato e la prova è molto concentrata.

## Artisti di rilievo che sono apparsi nelle produzioni WCO

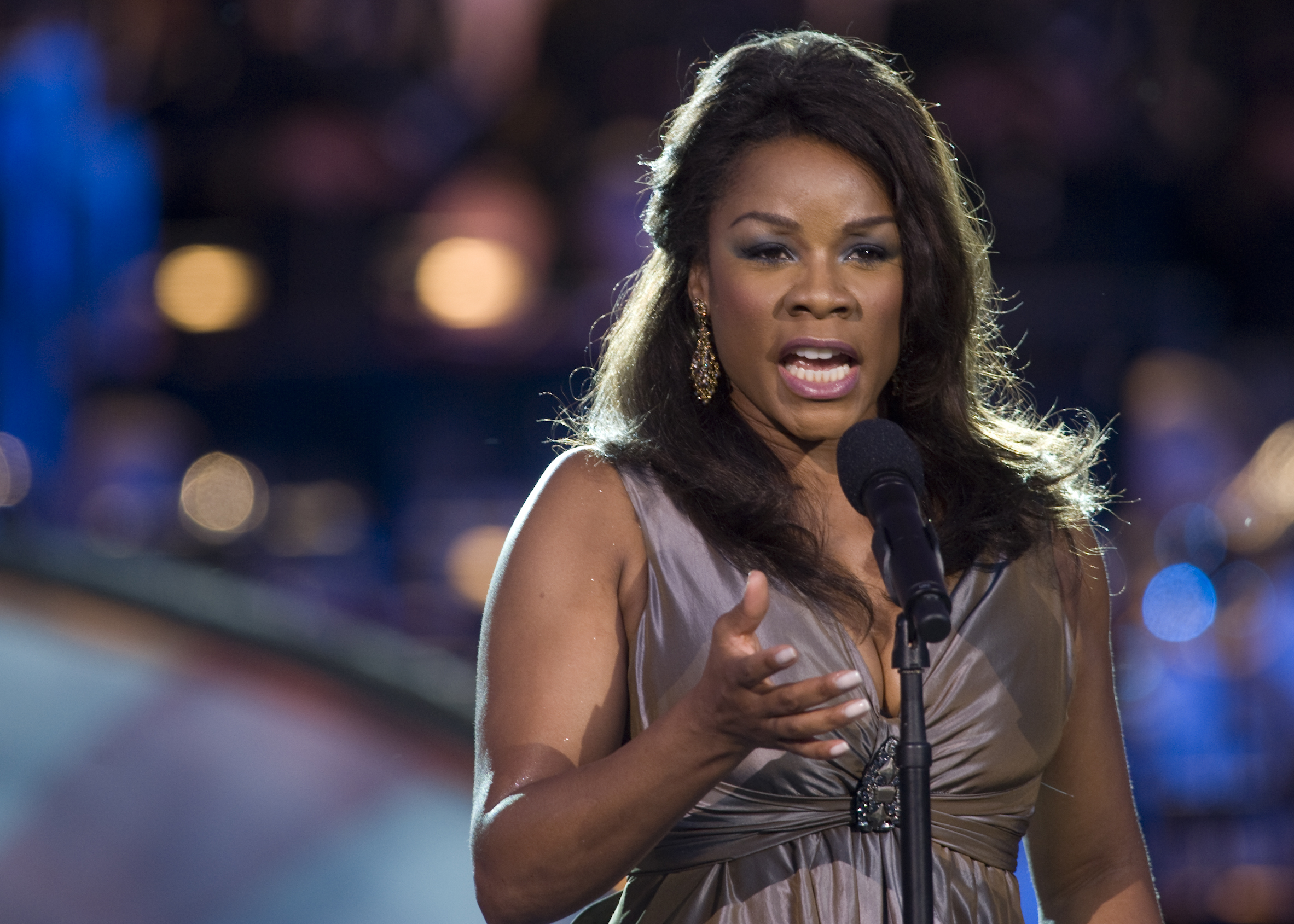
Denyce Graves

Nel corso degli anni, la compagnia ha portato, e spesso ha fatto esordire, al pubblico locale cantanti come
1988 Jerry Hadley (in Werther); 1988 Sumi Jo (in I Capuleti e i Montecchi, e I puritani nel 1990); 1989: Alessandra Marc (in Ariadne auf Naxos); 1991 Renée Fleming (in Thais); 1992 Denyce Graves (in Anna Bolena); 1992 Deborah Voigt (in Der Freischütz, così come nel concerto per il 15º anniversario nel 2002); 1994 Ben Heppner (come protagonista in Andrea Chénier); 1995 James Morris (come The Dutchman); 1998: Patricia Racette (nel Guglielmo Tell); 2008: Vivica Genaux (in Bianca e Falliero di Rossini, e ne La Cenerentola nel 2010); 2009: Stephanie Blythe in concerto; 2009: John Reylea (nel Faust, così come Attila nel 2011); 2009: Elizabeth Futral (ne Il giuramento); 2009: James Valenti (ne Il giuramento e come Maurizio in Adriana Lecouvreur nel 2010); 2010: Jennifer Larmore (il mezzosoprano americano cantò Charlotte nel Werther);
Giovani artisti come Celena Shafer (in Esclarmonde nel 2005) e Sarah Coburn e Lawrence Brownlee, vincitore nel 2006 del premio Richard Tucker e Marian Anderson Awards, entrambi apparsi ne I puritani nel 2007, hanno fatto il loro debutto in zona con la WCO.
Nel marzo 2014, il promettente tenore Michael Fabiano apparve in un'opera del Verdi giovane raramente eseguita, Il corsaro.

## Riconoscimenti
La Washington Concert Opera è stata ripetutamente e costantemente acclamata dalla stampa locale, nazionale e internazionale come una delle migliori nel settore, essendo stata designata dalla critica come "parte integrante del tessuto musicale di questa città" (The Washington Post) e elogiata per offrire ".... gli spettacoli del livello più elevato" (in Opera News).
Il critico Tim Page del Washington Post ha notato in più di una occasione, alcune caratteristiche distintive della compagnia ed il suo contributo alla vita artistica di Washington, DC:
[WCO] è ormai entrata nella Vocal Arts Society e la Washington Performing Arts Society ha sponsorizzato Patrick e Evelyn Swarthout Hayes Piano Series come uno dei pochi gruppi in città la cui offerta non si dovrebbe mai perdere.
Infatti le presentazioni della WCO di opere meno conosciute, occasioni sempre meritevoli, sono di recente diventate una parte essenziale della vita musicale di Washington, come eventi che meritano un'attenzione nazionale ed internazionale. Un folto pubblico [per Otello di Rossini] trovò che valeva la pena di assistere, con il caldo soffocante all'interno dell'auditorium per più di tre ore - e rimase ad applaudire.